# آتاوالپا (کوسکو)
آتاوالپا (به اسپانیایی: Atawallpa) یک کوه در پرو است که در Peru, Cusco Region واقع شده‌است. آتاوالپا ۵٬۰۰۰ متر بالاتر از سطح دریا واقع شده‌است.